# ألبانو
ألبانو (بالبرتغالية: Albano Narciso Pereira‏) هو لاعب كرة قدم برتغالي، ولد في 22 ديسمبر 1922 في سيكسال في البرتغال، وتوفي في 5 مارس 1990 في البرتغال. شارك مع منتخب البرتغال لكرة القدم. أما مع النوادي، فقد لعب مع سبورتينغ لشبونة.

## وصلات خارجية
- ألبانو على موقع ناشيونال فوتبول تيمز (الإنجليزية)